# Christoph Ahlhaus
Christoph Ahlhaus, né le 28 août 1969 à Heidelberg, est un homme politique allemand membre de l'Union chrétienne-démocrate d'Allemagne (CDU).
Après avoir été coordinateur de la fédération CDU de Hambourg de 2001 à 2006, il est nommé secrétaire d'État au département local de l'Intérieur, puis devient sénateur de l'Intérieur à la suite de la formation de la première coalition noire-verte régionale, en 2008.
Deux ans plus tard, il est choisi par son parti pour occuper le poste de premier bourgmestre de Hambourg en remplacement d'Ole von Beust et assure la reconduction de la coalition au pouvoir malgré les réticences initiales des écologistes. L'alliance est finalement rompue au bout de trois mois, ce qui le contraint à convoquer des élections anticipées au cours desquelles la CDU subit sa pire défaite depuis 1946.

## Éléments personnels
Il suit une formation de banquier entre 1988 et 1990, puis entreprend des études supérieures de droit à Heidelberg et les poursuit à Berlin puis Munich. En 1998, il suit une formation complémentaire de trois mois sur la pratique de l'administration publique à l'école allemande des sciences administratives de Spire. Il est admis au barreau un an plus tard, en 1999.

## Activité politique

### Parcours militant
En 1985, il adhère à l'Union chrétienne-démocrate d'Allemagne (CDU), et prend la présidence de la section du centre-ville de Heidelberg, ainsi que la vice-présidence de la fédération d'arrondissement, jusqu'en 2001. Il est choisi cette même année pour le poste de coordinateur de la CDU de Hambourg, qu'il occupe pendant cinq ans.

### Vie institutionnelle
Élu député au Bürgerschaft de Hambourg lors des élections anticipées de 2004, il est nommé porte-parole du groupe de la CDU pour l'Intérieur, puis secrétaire d'État au département de l'Intérieur du Sénat de la ville deux ans plus tard.
Il est réélu en 2008, et devient le 7 mai sénateur à l'Intérieur dans la coalition noire-verte, la première de ce type à être mise en place dans un Land, d'Ole von Beust. À ce poste, il fait l'objet de critiques pour le coût de la sécurité de son domicile de Hambourg et de sa résidence à Heidelberg, soit un million deux cent mille euros en tout.

## Premier bourgmestre de Hambourg (depuis 2010)

### Critique des écologistes
Christoph Ahlhaus a été désigné le 18 juillet 2010, lors d'une réunion du comité directeur régional de la CDU, pour succéder à von Beust, démissionnaire pour raisons personnelles et qui l'avait recommandé, comme premier bourgmestre de la ville libre et hanséatique de Hambourg le 25 août suivant, date annoncée pour son départ par le chef de l'exécutif. Ce choix a été accueilli avec scepticisme par les Verts-Liste alternative (GAL), à cause du profil très conservateur du sénateur à l'Intérieur en comparaison de la ligne politique libérale et centriste du premier bourgmestre sortant.
Les écologistes ont ensuite émis des réserves à sa nomination, soulignant notamment son appartenance à Turnerschaft Ghibellinia zu Heidelberg, une association sportive d'étudiants accusée de nationalisme et de misogynie. Il a répondu qu'il n'était plus un membre actif depuis longtemps, et qu'il avait demandé au président de l'association à la quitter de manière définitive.
Le 19 août 2010, il participe à une réunion avec des écologistes afin de répondre à l'ensemble de leurs questions. À la fin, il déclare que « nous avons la chance de pouvoir poursuivre la coalition noire-verte » tandis que la sénatrice pour l'Éducation, Christa Goetsch, membre de la GAL, se félicite qu'il ait pris « un engagement clair sur le lien entre économie et écologie ». Les plus jeunes membres du parti ont toutefois confirmé leur opposition au maintien de la coalition, le jugeant trop à droite. Il est confirmé comme candidat à la tête du gouvernement régional par la CDU de Hambourg le 22 août, après une réunion des écologistes au cours desquelles ceux-ci ont confirmé leur volonté de poursuivre la coalition noire-verte.

### Élection
Lors du vote d'investiture au Bürgerschaft le 25 août, Christoph Ahlhaus est élu premier bourgmestre de Hambourg avec 70 voix contre 50 et une abstention, soit deux suffrages de plus que les 68 députés régionaux de la coalition noire-verte.

### Rupture de l'alliance
À peine trois mois plus tard, le 28 novembre, la GAL annonce son retrait de la coalition au pouvoir en réclamant de nouvelles élections, ce qui met fin à la première coalition noire-verte allemande. Se disant « surpris et déçu », il affirme « ne pas avoir peur de nouvelles élections », dénonçant la « fuite des responsabilités » des écologistes, et annonce la révocation des trois sénateurs Verts. Des élections locales anticipées sont alors annoncées pour le 20 février 2011. À l'occasion de cette consultation, les chrétiens-démocrates s'effondrent à 21,9 % des voix, soit vingt points de moins, et perdent la moitié de leurs 56 députés, tandis que les sociaux-démocrates retrouvent la majorité absolue, ce qui constitue leur plus mauvais score depuis 1946. Il est remplacé par Olaf Scholz le 7 mars suivant.